# Luc Wirtgen
Luc Wirtgen (* 7. Juli 1998) ist ein luxemburgischer Radrennfahrer, der im Straßenradsport aktiv ist.

## Sportlicher Werdegang
Nach dem Wechsel in die U23 begann Wirtgen seine sportliche Karriere im luxemburgischen UCI Continental Team Leopard Pro Cycling. 2019 folgte er seinem Bruder zum Team Wallonie-Bruxelles, wo er zunächst eine Saison Mitglied im Development Team war und 2020 fest in das UCI ProTeam übernommen wurde. Mit dem dritten Gesamtrang bei der Tour of Antalya und dem vierten Gesamtrang bei der Tour of Hellas erzielte er 2022 seine bisher besten Karriereergebnisse (Stand 2024) bei internationalen Rennen. Ein zählbarer Erfolg blieb ihm bisher verwehrt.
Zur Saison 2023 wechselte Wirtgen in das neu als UCI ProTeam lizenzierte Tudor Pro Cycling Team. Mit seinem neuen Team kam er 2023 und 2024 nur jeweils einmal unter die Top 10 bei einem internationalen Rennen.

## Familie
Luc Wirtgen ist der jüngere Bruder des ehemaligen Radrennfahrers Tom Wirtgen.